# HD 36395
HD 36395 — звезда, которая находится в созвездии Орион на расстоянии около 18,8 св. лет от нас. Это одна из ближайших к нам звёзд.

## Характеристики
HD 36395 — тусклая звезда 7,97 величины, не видимая невооружённым глазом. Впервые в астрономической литературе она упоминается в каталоге Генри Дрейпера, изданном в начале XX века. Это относительно холодный красный карлик, имеющий массу, равную 57 % массы Солнца. Звезда имеет светимость 0.0185 солнечной, радиус в 2.5 раза уступает радиусу Солнца. Планет в данной системе пока обнаружено не было.